# Спасо-Преображенская церковь (Логишин)
Спасо-Преображенская церковь (бел. Спаса-Праабражэнская царква) — православный храм в городском посёлке Логишин Пинского района Брестской области Белоруссии. Памятник архитектуры второй половины XIX века.

## История

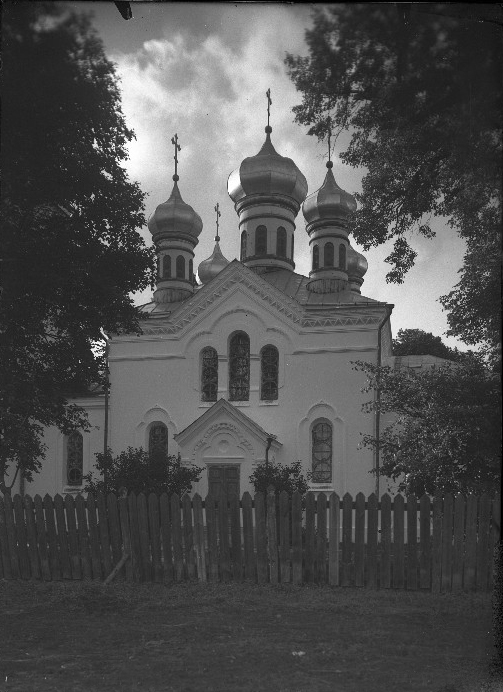
Храм в советское время

В Логишине с древних времён существовала православная церковь, которая упоминается в 1576 году. В XVIII веке здесь уже стояла деревянная Спасо-Преображенская церковь, неизвестно когда построенная. На её месте в 1795 была построена новая деревянная Спасо-Перображенская церковь, которая обветшала и на её месте была построена в 1842 году новая. Но и эта деревянная церковь сгорела. Ныне существующий каменный храм был построен в 1892 году, расположен он в центре селения рядом с католическим храмом Петра и Павла.
Спасо-Преображенская церковь в Логишине имеет четырёхчастную объёмно-пространственную композицию, которая состоит из колокольни, трапезной, основного объёма и апсиды. Её двухъярусная колокольня оканчивается шатром с луковичной главкой. Четырёхскатную крышу основного объёма храма завершает пятиглавие. Белый цвет здания лишний раз подчёркивает простоту архитектурных форм, свойственную этому храму.
В 1963 году официально Спасо-Преображенская церковь была закрыта, но здание сохранилось и в нём изредка проводились богослужения. Храм вновь стал действующим в 1993 году, после распада СССР. Постоянные богослужения в нём стали проводиться после освящения церкви 16 ноября 1993 года.